# Rântaș
Rântașul (din ung. rántás), este un sos condimentar, folosit (în bucătăria românească și în cea ungurească) și ca agent de îngroșare, făcut din făină de grâu cu ceapă tocată prăjită în ulei vegetal sau grăsimi animale, pentru a fi adăugat la unele mâncăruri. 
Rântașul este periculos pentru sănătate, deoarece prin modul de preparare dezvoltă două substanțe nocive pentru organismul uman: acroleina și acrilamida.
Ca urmare a consumului sistematic de mâncăruri preparate cu rântaș sau prăjeală în grăsime poate fi favorizată apariția unor probleme digestive, afectând fie stomacul (gastrite, ulcere), fie colecistul, colecistita fiind o boală caracterizată prin inflamarea veziculei biliare.

## Legături externe
- „Rântaș” la DEX online